# طاهر أبو زيد (إذاعي)
طاهر أبو زيد (5 أبريل 1922 - 4 يناير 2011) هو إذاعى مصري.

## المولد والنشأة
من مواليد الخامس من أبريل 1922 بطلخا، وحصل على الثانوية العامة من مدرسة المنصورة الثانوية بتفوق، ولم يكمل تعليمه في البداية حيث اضطرته الظروف للعمل كمحضر في المحكمة أثناء الحرب العالمية الثانية، ولكن بمساعدة رئيس المحكمة استطاع أن يلتحق بكلية الحقوق جامعة الإسكندرية بعد نقله إلى هناك لإكمال دراسته، وبالفعل أخذ يعمل ويدرس في الوقت نفسه إلى أن تخرج في عام 1948، وحصل على ليسانس الحقوق.

## عملة في الإذاعة
عين في الإذاعة المصرية عام 1950 كقارئ لنشرة الأخبار، حيث زامل في تلك الفترة عددا من كبار الإذاعيين منهم صفية المهندس، وعواطف البدري، وتماضر توفيق، وعلي الراعي، وحسني الحديدي، وأنور المشري، وعبد الوهاب يوسف. وترأس الفقيد إذاعة الشرق الأوسط في عام 1967 وحتى عام 1972.
اشتهر أبو زيد بعدد من البرامج الإذاعية التي كانت علامة بالنسبة للإذاعة المصرية من أبرزها «جرب حظك» وكان له تأثير كبير علي المستمعين آنذاك، و«رأي الشعب» الذي قدمه في الإذاعة ثم انتقل إلى التليفزيون ونجح نجاحا كبيرا، و«الفن الشعبي» الذي نجح نجاحا جماهيريا كبيرا واكتشف فيه العديد من المواهب التي أصبح لها شأن بعد ذلك في مجال الفنون، بالإضافة إلى برنامج «مع مجلس الأمة» لنقل ما يدور بداخله إلى المستمعين، و«حكايات طاهر أبو زيد» الذي ما زال يقدم على شبكة البرنامج العام.

## وفاته
توفى في الرابع من يناير 2011.